# Piotr Tomczyk

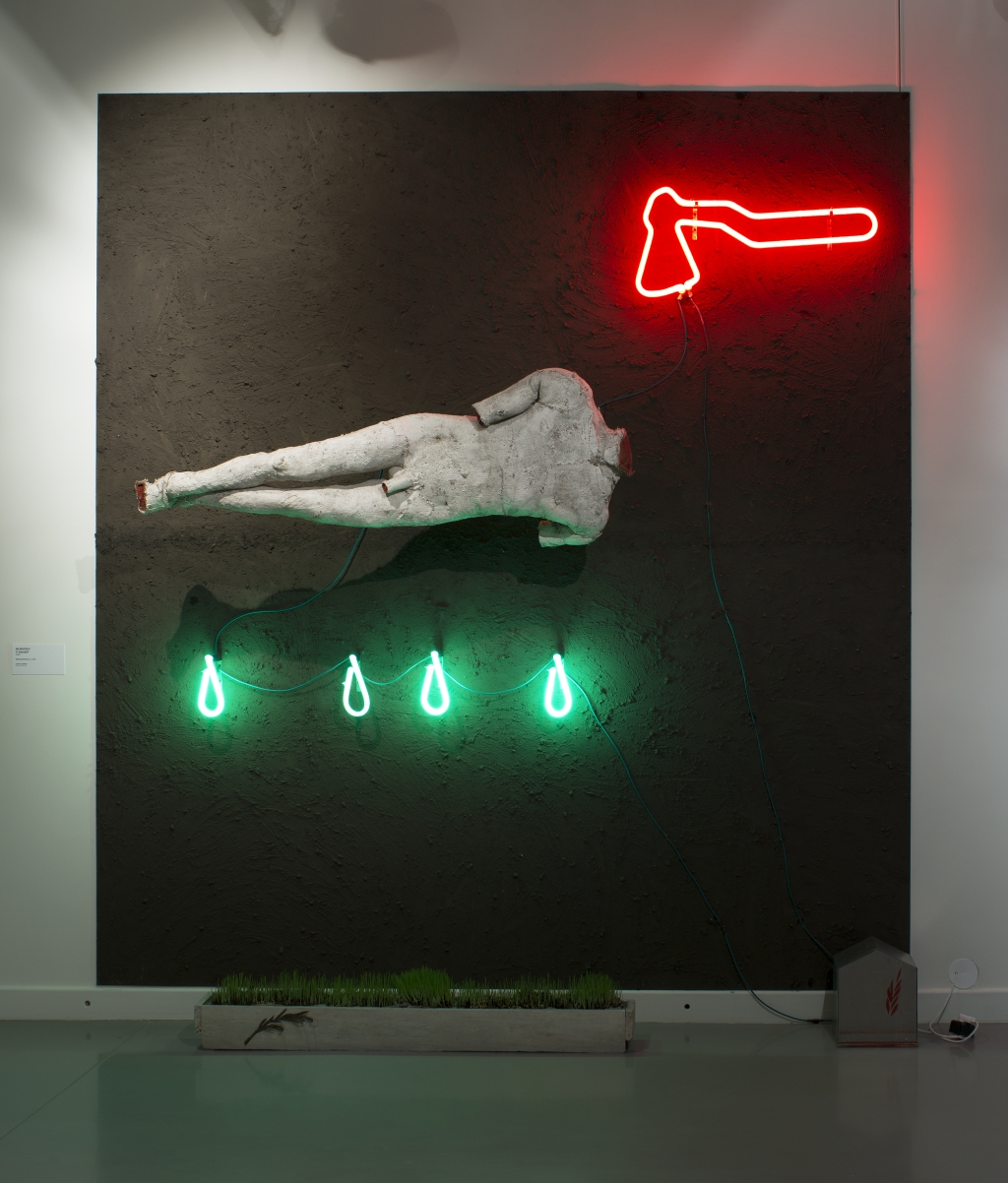
Mirosław Bałka; Św. Wojciech – neon na płótnie, instalacja elektryczna. Foto: Piotr Tomczyk

Piotr Tomczyk (ur. 1946 w Białym Kamieniu) – polski artysta fotograf. Członek rzeczywisty Okręgu Łódzkiego Związku Polskich Artystów Fotografików. Członek Łódzkiego Towarzystwa Fotograficznego. Członek Rady Federacja Amatorskich Stowarzyszeń Fotograficznych w Polsce.

## Życiorys
Piotr Tomczyk związany z łódzkim środowiskiem fotograficznym – mieszka, pracuje, tworzy w Łodzi – fotografią zajmuje się od 1968 roku. Jest wykładowcą w Państwowej Wyższej Szkole Filmowej, Telewizyjnej i Teatralnej im. Leona Schillera w Łodzi. Miejsce szczególne w jego twórczości zajmuje fotografia krajobrazowa, fotografia kreacyjna, fotografia portretowa oraz fotografia reklamowa. Jest członkiem rzeczywistym Łódzkiego Towarzystwa Fotograficznego (legitymacja nr 331), w którym przez kilka kadencji był wiceprezesem Zarządu ŁTF. Był członkiem Rady nieistniejącej obecnie Federacji Amatorskich Stowarzyszeń Fotograficznych w Polsce. Uczestniczy w pracach jury w ogólnopolskich oraz międzynarodowych konkursach fotograficznych. Prowadzi prelekcje, spotkania, warsztaty poświęcone fotografii. 
Piotr Tomczyk jest autorem i współautorem wielu wystaw fotograficznych; indywidualnych, zbiorowych oraz pokonkursowych. Od 1971 aktywnie prezentował swoje fotografie w licznych Międzynarodowych Salonach Fotograficznych; w Polsce i za granicą – zdobywając wiele akceptacji, medali, nagród, wyróżnień, dyplomów, listów gratulacyjnych. Jest członkiem rzeczywistym Okręgu Łódzkiego Związku Polskich Artystów Fotografików (legitymacja nr 776), w który obecnie pełni funkcję członka Zarządu Okręgu Łódzkiego ZPAF (kadencja 2017–2020).
Fotografie Piotra Tomczyka znajdują się (m.in.) w zbiorach Biura Wystaw Artystycznych w Świdnicy oraz Muzeum Sztuki w Łodzi. 

## Wybrane wystawy
- Organiczność i Geometria – Galeria krótko i węzłowato... Politechnika Łódzka (2022)[13]
- Piotr Tomczyk 5 x fotografia – Miejska Biblioteka Publiczna im. Cypriana Kamila Norwida w Świdnicy (2010)
- Inscenizowana fotografia lat 70. – Moravska Galeria w Brnie (Czechy 2009)
- De Tassociation des photographes de Łódź – Galeria Verhaeren w Brukseli (Belgia 2009)
- Czarno biała 50/76 – Galeria 87 (Łódź 2008)
- Meta-emocje – Galeria Opus (Łódź 2007)
- Tryptyki – Moravska Trebova (Czechy 2006)
- Wystawa fotografii Okręgu Łódzkiego ZPAF – Miejska Biblioteka Publiczna im. Cypriana Kamila Norwida w Świdnicy (2005)
- Weryfikacja tożsamości – Cafe Foto Club 102 Studio (Łódź 2005)
- Dwie dekady w kręgu Galerii FF – Institut Polonais w Paryżu (Francja 2004)
- Wystawa fotografii Okręgu Łódzkiego ZPAF – Miejska Galeria Sztuki w Łodzi (2003)
- Wystawa fotografii Okręgu Łódzkiego ZPAF – Stara Galeria ZPAF (Warszawa 2002)
- Europalia 2001 – Galeria Maalbeek w Brukseli (Belgia 2001)
- 50 Lat Łódzkiego Towarzystwa Fotograficznego – Galeria Łódzka (Łódź 1999)
- Fotografia reklamowa – Galeria ŁTF (Łódź 1998)
- Łódź – Fotoclub Sttutgart (Niemcy 1992)
- Kooperatywa – Biuro Wystaw Artystycznych w Łodzi (1989)
- 3 Salon Zaproszonych – Łódź (1988)
- Fotografia intermedialna lat 80. – Biuro Wystaw Artystycznych w Poznaniu (1988)
- 40-lecie UNESCO – Paryż (Francja 1986)
- W Polskim Słońcu – Biuro Wystaw Artystycznych w Bydgoszczy (1985)
- Poza obrazem – Galeria FF (Łódź 1984)
- Sztuka Faktu – Biuro Wystaw Artystycznych w Bydgoszczy (1981)
- 51 42' 00" – 19 27' 00" – 19 31 00" (Gdańsk 1978)
- Fotografa Amatora – Tuluza (Francja 1976)
- Infota – Jicin (Czechy 1976)
- Fotoforum 75 – Ruzomberok (Czechy 1975)
- Mostra Fotografica lnternazionale – VI Trofeo Citta di Corato (Wiochy 1974)
- Apollo 74 (Olsztyn 1974)
- Skrzyżowanie – Galeria Fotografii ŁTF (Łódź 1973)

Źródło